# Mastalgia
Con il termine mastalgia (dal greco masto-, seno, e algos, dolore), e con i sinonimi mastodinia e mammalgia, si intende, in campo medico, una forma acuta di dolore riscontrabile al seno. Il dolore può variare da un semplice e lieve disagio fino ad un dolore gravemente invalidante.
Il dolore al seno che si verifica durante l'allattamento o dopo lo svezzamento non rientra in questa definizione, ma viene di solito classificato come ingorgo mammario o mastite.
In molte donne il dolore mammario fa sorgere il timore di un possibile rischio di cancro al seno. In ogni caso questo è il sintomo mammario che con maggiore frequenza (60% circa) conduce la donna ad effettuare una visita senologica.

## Clinica
La mastalgia può essere classificata in due principali quadri clinici:
- ciclica: quando l'intensità del dolore varia a seconda del periodo del ciclo mestruale.
- non ciclica: quando il dolore rimane sostanzialmente invariato durante il ciclo mestruale.
- extramammaria: quando il dolore alle mammelle vede una causa extramammaria, non correlata al ciclo mestruale.

Questi ultimi due tipi risultano decisamente meno frequenti.

## Eziologia
Le cause sono estremamente diversificate.
- Mastalgia ciclica: è molto spesso associata alla malattia fibrocistica della mammella oppure ad una ectasia duttale (ectasia dei dotti mammari) e si ritiene che possa essere causata da alterazioni nei cambiamenti ormonali dinamici che coinvolgono principalmente la risposta secretiva della prolattina alla tireotropina.[1][2] Secondo altri autori la stessa azione degli estrogeni non adeguatamente bilanciata dall'attività del progesterone a livello periferico potrebbe determinare modificazioni fisiche che a seguito di ritenzione idrica comporterebbero edema localizzato e tensione mammaria, i quali a loro volta determinerebbero il quadro clinico. Un certo grado di tensione mammaria ciclica è normale durante il ciclo mestruale, ed è di solito associata con la sindrome mestruale o premestruale.[3][4]
- Mastalgia non ciclica: è spesso di origine idiopatica (ovvero non nota) oppure riconosce cause molto diversificate e pertanto più difficili da diagnosticare. Un certo grado di tensione mammaria non ciclica può essere normalmente presente a causa di variazioni ormonali che si verificano durante la pubertà (sia nei maschi che nelle femmine), in menopausa e durante la gravidanza.[4] Dopo la gravidanza, il dolore può essere causato dall'allattamento al seno,[4] spesso per colpa di una congestione dei dotti mammari, ma talvolta correlato a variazioni di natura ormonale, nel qual caso si riscontra maggiormente durante o poco prima le mestruazioni.

Altre cause di dolore al seno non ciclico includono l'alcolismo in particolare allorché si associa ad epatopatia (danni al fegato) ed è verosimilmente dovuto ad un anomalo metabolismo degli steroidi, la mastite (un processo flogistico, generalmente infettivo, che coinvolge il tessuto mammario), ed i tumori della mammella in stato avanzato (una massa tumorale negli stadi iniziali, infatti, quasi mai è associata a sintomatologia dolorosa. Anche l'Herpes zoster può provocare dolore al seno, generalmente associato alla comparsa di una eruzione cutanea di tipo vescicoloso a livello della mammella.
Infine è bene ricordare che in molti casi questa sintomatologia può essere di origine iatrogena, ovvero causata da determinati farmaci e medicamenti. Tra questi farmaci ricordiamo l'ossimetolone (uno steroide anabolizzante orale), la clorpromazina (un antipsicotico), lo spironolattone, il canrenoato di potassio ed altri diuretici, eplerenone (un antagonista dell'aldosterone), la metildopa, alcuni preparati digitalici.

## Trattamento

### Per la mastalgia ciclica
In molti casi sarebbe possibile prevedere quale trattamento possa dimostrarsi più efficace eseguendo una serie di indagini endocrinologiche sulla funzionalità tiroidea e ipofisaria. Tuttavia questo approccio è indaginoso e viene raramente applicato nella pratica.
I trattamenti che hanno dimostrato una certa efficacia sono:
- Estratto di Vitex agnus-castus: ci sono prove convincenti che Vitex agnus castus è sicuro ed efficace nel trattamento della mastalgia ciclica. Si presume che, come la bromocriptina, agisca riducendo la secrezione di prolattina dalla ghiandola pituitaria.[6][7]
- FANS e analgesici topici e sistemici.
- Pillola anticoncezionale basata su progestinici oppure applicazioni topiche di progesterone. Questo metodo è efficace solo in una minoranza di donne, ma spesso i clinici ne verificano l'efficacia dato il suo ben noto profilo di sicurezza. Un progestinico somministrato ciclicamente nei giorni 14 e 25 ha mostrato risultati promettenti.[8]
- Agonisti della dopamina: i migliori risultati, con una minore frequenza di effetti collaterali rispetto alla bromocriptina, possono essere raggiunti con cabergolina. Bromocriptina è un trattamento più vecchio ma comunque molto efficace e di relativa sicurezza. Tuttavia è associato a molti effetti collaterali spiacevoli.[9] Non vi sono molti dati clinici, sia pure promettenti, su lisuride[10] e quinagolide.
- Iodio: la supplementazione con livelli soprafisiologici di iodio si è dimostrata efficace nel trattamento del dolore al seno. Questo trattamento, tuttavia, non è ancora completamente raccomandato dal momento che non si conoscono ancora gli effetti a lungo termine sulla tiroide di dosi soprafisiologiche di iodio.[11][12]
- Danazolo: il trattamento con danazolo a basso dosaggio si è dimostrato efficace e gravato da effetti collaterali modesti. La dose più bassa testata in uno studio ha anche prodotto i risultati più favorevoli a lungo termine ed è stata associata con effetti avversi minimi.[13][14]
- Ormoni tiroidei: la supplementazione con ormoni tiroidei, soprattutto quando è stato diagnosticato un ipotiroidismo franco o subclinico si è dimostrata valida. Tuttavia, anche l'aggiunta di levotiroxina in pazienti con normale funzione tiroidea si dimostra spesso efficace.[15]
- Tamoxifene: si è dimostrato decisamente efficace, ma è usato molto raramente a causa delle gravi preoccupazioni circa il profilo di sicurezza nelle donne in premenopausa.
- Ormeloxifene e Afimoxifene:  entrambi modulatori selettivi degli estrogeni (SERM) hanno mostrato una certa efficacia nel trattamento della mastalgia e del fibroadenoma.[16][17]
- Antociani dal mirtillo: sembrano efficaci nella malattia fibrocistica.[18]

### Per la mastalgia non ciclica
Individuare un adeguato trattamento per la mastodinia non ciclica è più difficile, non solo perché è difficile individuare la causa del dolore, ma anche perché spesso il dolore non riconosce cause ormonali e tendenzialmente non risponde al trattamento ormonale.

## Mastalgia e rischio di cancro al seno
La grande maggioranza dei casi di cancro al seno non ha una presentazione caratterizzata dal sintomo di dolore al seno. Alcuni studi epidemiologici suggeriscono che le donne con sintomi di dolore al seno possono effettivamente avere un aumentato rischio di sviluppare a distanza di tempo il cancro al seno, e il rischio aumenta con la durata dei sintomi. Questi studi sono coerenti con l'osservazione che alcuni sottotipi particolari di evoluzione fibrocistica della mammella mostrano un aumento del rischio di cancro al seno.